# Les Trois Lumières
Ne doit pas être confondu avec Les Trois Lumières (nouvelle).
Pour plus de détails, voir Fiche technique et Distribution.
Les Trois Lumières (Der müde Tod) est un film muet allemand en noir et blanc réalisé par Fritz Lang, sorti en 1921.

## Synopsis
Aux abords d'une petite ville, la Mort, sous les apparences d'un étranger à la silhouette longiligne et au visage grave et triste, monte dans une diligence où se trouve déjà un couple d'amoureux. Tous trois arrivent dans « une petite ville perdue dans le passé ». L'installation du mystérieux voyageur intrigue. Achetant un terrain près du cimetière, il l'entoure d'une impressionnante muraille loin des regards indiscrets.
La jeune fille s'inquiète car son bien-aimé a disparu. Voyant le spectre de son amoureux pénétrer dans l'étrange propriété, elle parvient à trouver l'entrée de ce lieu interdit où La Mort, leur ancien compagnon de route, l'accueille. La jeune fille la supplie de lui rendre son bien-aimé. La Mort lui montre alors trois lumières dont chacune représente une vie. Si elle peut en sauver une, le jeune homme lui sera rendu. 
Bagdad au IXe siècle ; l'infidèle pris dans la Cité de la Foi, amoureux de la sœur du Calife, Zobeïde, périt malgré l'aide de celle-ci des mains du jardinier, El Mot / La Mort.
Au XVIIe siècle à Venise, le carnaval bat son plein. Complots et intrigues se nouent dans la demeure du riche Girolamo, lequel désire la belle Monna Fianetta. Aussi fait-il assassiner son amant, Giovanfrancesco par son serviteur Maure, qui n'est autre que La Mort.
À la cour de l'Empereur de Chine, le magicien A Hi offre au monarque une armée miniature et un cheval volant, mais l'Empereur est surtout intéressé par la fille du magicien, Tsiao Tsien. Fuyant avec son bien-aimé, elle ne peut empêcher l'Archer impérial de tuer celui-ci.
Malgré ces trois échecs, La Mort donne à la jeune fille une dernière chance : qu'elle lui amène dans l'heure une autre vie en échange de celle du jeune homme. Seule se présente la vie d'un nouveau-né. Pourtant elle préfère le sauver des flammes plutôt que de le laisser périr. Avouant son échec, la jeune fille décide alors de rejoindre celui qu'elle aime au royaume de la mort.

## Fiche technique
- Titre original : Der Müde Tod
- Titre français: Les Trois Lumières
- Réalisation : Fritz Lang
- Scénario : Fritz Lang et Thea von Harbou
- Photo : Bruno Mondi - Erich Nitzschmann (de) - Herrmann Saalfrank - Bruno Timm - Fritz Arno Wagner
- Montage : Fritz Lang
- Musique : Giuseppe Becce - Karl-Ernst Sasse - Peter Schirmann
- Producteurs : Erich Pommer - Decla Bioscop
- Pays de production : République de Weimar
- Langue : muet, intertitres allemands
- Durée : 96 minutes
- Date de sortie : 
  - République de Weimar : 6 octobre 1921
  - France : 16 juin 1922[1]

## Distribution
- Lil Dagover : Elle (Zobeïde/Monna Fiametta/Tiao Tsien)
- Walter Janssen : Lui (le Franc/Giovanfrancesco/Liang)
- Bernhard Goetzke : la Mort / El Mot / l'archer
- Hans Sternberg (de) : le bourgmestre
- Eduard von Winterstein : le calife
- Rudolf Klein-Rogge : le derviche et Girolamo
- Karl Huszar : l'empereur de Chine
- Paul Biensfeldt : A Hi, le magicien
- Lewis Brody : le maure
- Carl Rückert : le révérend
- Max Adalbert (de) : le notaire
- Wilhelm Diegelmann : le docteur
- Erich Pabst (de) : le professeur
- Karl Platen : l'apothicaire
- Hermann Picha : le tailleur
- Lothar Müthel : le messager
- Edgar Pauly (de) : l'ami
- Lina Paulsen : la nourrice
- Erika Unruh : Aïcha
- Paul Rehkopf : le fossoyeur
- Max Pfeiffer (de) : le veilleur de nuit
- Georg John : le mendiant
- Lydia Potechina : l'aubergiste
- Grete Berger : la mère

## Restauration
Une copie 35mm en noir et blanc conservée au Musée d'art moderne a servi de base pour la restauration numérique par la Fondation Friedrich Wilhelm Murnau sous la direction de Anke Wilkening. D'autres institutions ont fourni des fragments afin de reconstituer l'œuvre, notamment la Cinémathèque de Toulouse, le musée du film de Munich (Filmmuseum München), le Gosfilmofond à Moscou en Russie, les Archives nationales du film (Národní filmový archiv) à Prague, la Cinémathèque royale de Belgique et L'Immagine Ritrovata à Bologne. Le compositeur de Fribourg-en-Brisgau Cornelius Schwehr (de) a créé une nouvelle musique qui a été interprétée par l'Orchestre symphonique de Berlin (Rundfunk-Sinfonieorchester Berlin, RSB), sous la direction de Frank Strobel.
La version numérique restaurée est présentée en première mondiale le 12 février 2016 à la 66e Berlinale,.
Le 12 mars 2017 elle est projetée à l'Auditorium Maurice-Ravel de Lyon, avec Thierry Escaich improvisant au grand-orgue Cavaillé-Coll de l'Auditorium.

## Autour du film
Douglas Fairbanks acquit les droits américains de ce film, dans le but de retarder la sortie américaine pour pouvoir copier les effets visuels des séquences persanes pour son film Le Voleur de Bagdad (The Thief of Bagdad) qui sortira en 1924.  A noter que ce film eut une influence considérable sur plusieurs jeunes gens qui se sont - en partie grâce à lui - tournés vers le cinéma et la réalisation, dont Luis Buñuel  et Alfred Hitchcock en particulier[réf. souhaitée].